# ISO 3166-2:CR
ISO 3166-2:CR — стандарт Международной организации по стандартизации, который определяет геокоды. Является подмножеством стандарта ISO 3166-2, относящимся к Коста-Рике. Стандарт охватывает 7 провинций Коста-Рики. Каждый геокод состоит из двух частей: кода Alpha2 по стандарту ISO 3166-1 для Коста-Рики — CR и дополнительного кода,  записанных через дефис. Дополнительный код образован аббревиатурой названия провинции. Геокоды провинций Коста-Рики являются подмножеством кодов домена верхнего уровня — CR, присвоенного Коста-Рике в соответствии со стандартами ISO 3166-1.

## Геокоды Коста-Рики

Геокоды провинций Коста-Рики по стандарту ISO 3166-2:CR

Геокоды 7 провинций административно-территориального деления Коста-Рики.
| Геокод | Административная единица | Статус    |
| ------ | ------------------------ | --------- |
| CR-A   | Алахуэла                 | провинция |
| CR-G   | Гуанакасте               | провинция |
| CR-C   | Картаго                  | провинция |
| CR-L   | Лимон                    | провинция |
| CR-P   | Пунтаренас               | провинция |
| CR-SJ  | Сан-Хосе                 | провинция |
| CR-H   | Эредия                   | провинция |

## Геокоды пограничных Коста-Рике государств
- Никарагуа — ISO 3166-2:NI (на севере),
- Панама — ISO 3166-2:PA (на юго-востоке).